# Schitu (okręg Dolj)
Schitu – wieś w Rumunii, w okręgu Dolj, w gminie Braloștița. W 2011 roku liczyła 492 mieszkańców.